# Taedia scrupea
Taedia scrupea är en insektsart som först beskrevs av Thomas Say 1832.  Taedia scrupea ingår i släktet Taedia och familjen ängsskinnbaggar. Inga underarter finns listade i Catalogue of Life.